# Caladenia rhomboidiformis
Caladenia rhomboidiformis är en orkidéart som först beskrevs av E.Coleman, och fick sitt nu gällande namn av Mark Alwin Clements och Stephen Donald Hopper. Caladenia rhomboidiformis ingår i släktet Caladenia och familjen orkidéer. Inga underarter finns listade i Catalogue of Life.